# Baixa Normandia
Baixa Normandia (en francès: Basse-Normandie) fou una regió administrativa de França.

## Història

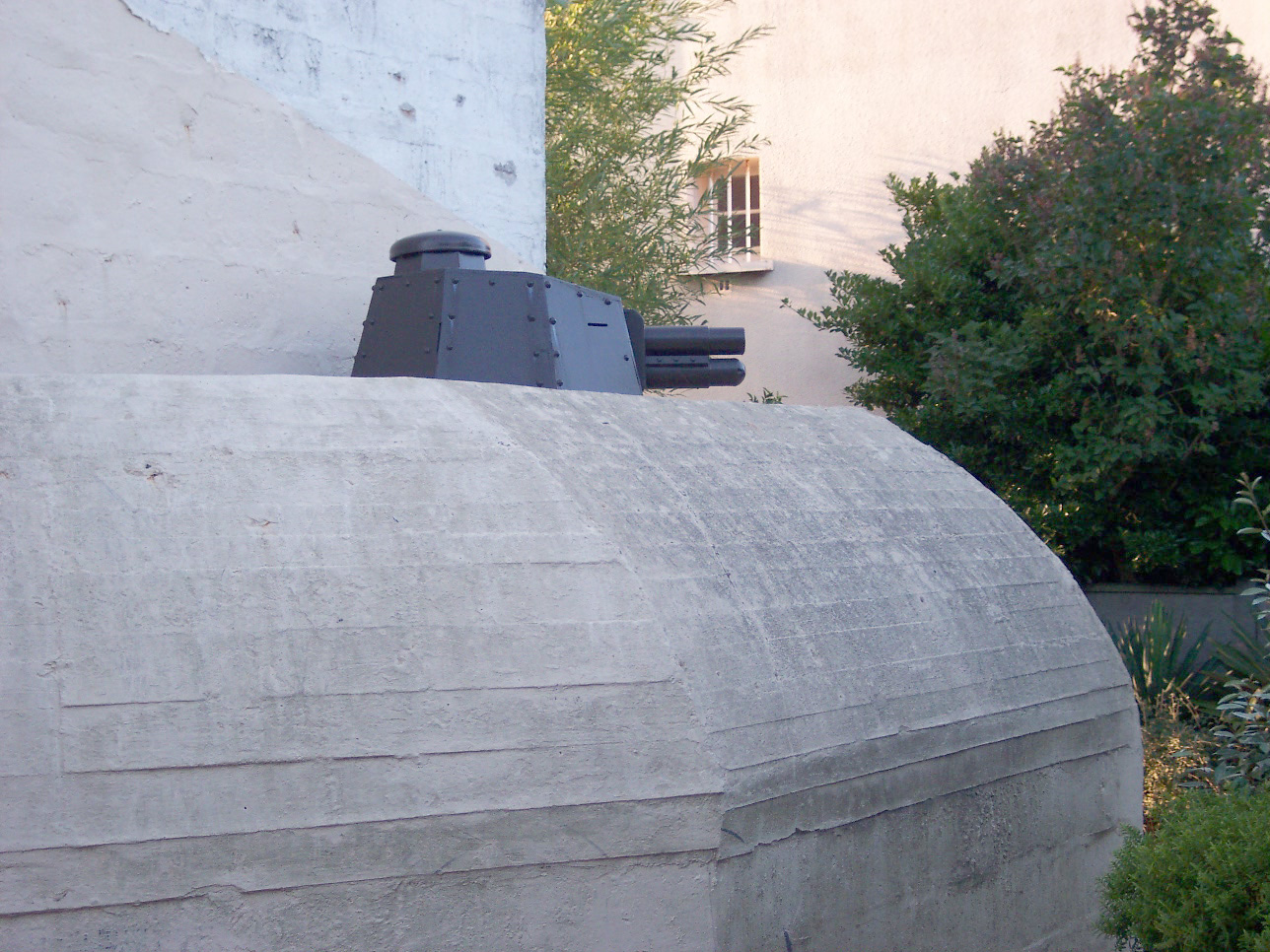
Defenses alemanyes conservades a la platja d'Ouistreham a Normandia, França

En aquesta zona es va produir, en part, el 6 de juny de 1944, la invasió aliada de la França ocupada. Les ciutats més afectades per l'atac foren Ouistreham, Cherbourg i Caen, juntament amb la zona de les platges.
La regió de la Baixa Normandia va ser creada, com les altres regions de la França metropolitana, l'any 1956. Correspon a la part occidental de l'antiga província de Normandia, i aquesta divisió del territori normand resulta en dues regions, l'Alta i la Baixa Normandia, força polèmica.

## Geografia
La regió de la Baixa Normandia limita amb les regions de l'Alta Normandia, el Centre - Vall del Loira, el País del Loira i Bretanya.
Consta de tres departaments, que es detallen a continuació: 
- Calvados
- Manche
- Orne

## Economia
La producció agrícola es destina principalment a farratge, per alimentar l'abundant bestiar boví.
Pel que fa a la indústria, les més importants són la indústria tèxtil, la làctia i la química. Així mateix, destaquen les drassanes de la ciutat portuària de Cherbourg.

## Política
El president d'aquesta regió és el socialista Philippe Duron, que ocupa aquest càrrec des de les eleccions regionals de 2004, en què l'esquerra francesa va obtenir la majoria absoluta al Consell Regional de Baixa Normandia.
L'anterior president regional, René Garrec, de la UMP, no va aconseguir ser reelegit, tot i que la llista que encapçalava va ser la més votada a la primera volta de les eleccions, amb un 28,74% dels vots. Això va ser degut en bona part a la divisió de la dreta, ja que René Garrec va rebutjar una possible coalició amb la Unió per a la Democràcia Francesa a la segona volta de les eleccions regionals. Així, la UMP només va poder aconseguir el 40% dels vots emesos a la segona volta i 14 dels 47 escons en joc.
L'esquerra, que també es va presentar dividida a la primera volta de les eleccions, va presentar una llista unitària a la segona volta integrada per cinc partits diferents: el Partit Socialista, el Partit Comunista Francès, Els Verds, el Partit Radical d'Esquerra i el Moviment Republicà i Ciutadà. Aquesta llista va aconseguir el 46,22% dels vots i 28 escons.
D'altra banda, el Front Nacional va obtenir el 13,78% dels vots i va poder així mantenir els cinc escons aconseguits l'any 1998. En canvi, el partit conservador Caça, Pesca, Natura i Tradicions no va passar a la segona volta de les eleccions i va perdre els dos escons aconseguits en les eleccions regionals de 1998.